# بريان ويستوود
بريان ويستوود (بالإنجليزية: Bryan Westwood)‏ هو رسام أسترالي، ولد في 1930، وتوفي في 13 أبريل 2000.